# Taiki (Hokkaido)
Taiki (jap. 大樹町 Taiki-chō) – miasto w Japonii, w prefekturze Hokkaido, w podprefekturze Tokachi. Według danych na rok 2020 miejscowość zamieszkiwało 5 420 mieszkańców , a gęstość zaludnienia wyniosła 6,6 os./km².